# Małów
Małów (ukr. Малів, Maliw) – wieś na Ukrainie, w  obwodzie tarnopolskim, w rejonie tarnopolskim.
Do 2020 w rejonie trembowelskim.